# ميخائيل كوري
ميخائيل كوري هو سياسي كندي، ولد في 1 فبراير 1955 في تشارلوت تاون في كندا. حزبياً، نشط في حزب المحافظين التقدمي لجزيرة الأمير إدوارد.